# Kalinin K-12
Kalinin K-12 (russisch Калинин К-12) war ein schwanzloser Experimental-Bomber (Eksperimentalny beschwosty samoljot-bombardirowschtschik) des sowjetischen Konstrukteurs Konstantin Kalinin. Wegen seiner auffälligen, Federn imitierenden Lackierung erhielt er nach einer russischen Sagengestalt den Beinamen „Feuervogel“ (Жар-Птица, Schar-Ptiza).

## Entwicklung
Kalinin, der am Charkower Institut (ChAI) tätig war, beschäftigte sich seit 1934 mit der Konstruktion von schwanzlosen Flugzeugen. Als erstes entstand eine leitwerkslose Version seines schweren Bombers K-7 mit Ellipsenflügel, die aber über das Reißbrettstadium nicht hinauskam. Es folgten zahlreiche Versuche mit Windkanalmodellen, um die optimale Tragflächenform zu finden. Als nächster Schritt entstand ein um die Hälfte verkleinertes Segelflugzeug in Form der zukünftigen K-12. Mit diesem Modell absolvierte der Testpilot Wassili Borissow 1934 und 1935 etwa einhundert Versuchsflüge. Nachdem die Eignung der Konstruktion erwiesen war, begann 1935 der Bau der K-12. Sie sollte ebenfalls nur als Testmodell eines noch größeren Bombenflugzeuges dienen und wurde auch als WS-2 bezeichnet.
Die K-12 verfügte über trapezförmige Tragflügel mit über die gesamte Hinterklappe verlaufenden Schlitzklappen (Junkers-Doppelflügel), von denen die äußeren als Querruder und die inneren als Höhenruder verwendet wurden. Die beiden Seitenruder befanden sich in Endscheiben am Tragflächenabschluss. Der Rumpf war mit einem Bug- und Heckstand mit je einem 7,62-mm-MG SchKAS sowie einem Bombenschacht für 500 Kilogramm Abwurfmunition ausgestattet. Als Antrieb dienten zwei M-22-Sternmotoren, in deren Gondeln auch die Haupträder des Heckrad-Fahrwerkes einfuhren.
Die Flugerprobung begann im Dezember 1936 und wurde von Pjotr Stefanowski durchgeführt. Sie wurde ohne Beanstandungen absolviert, jedoch waren die Leistungen unbefriedigend. So erreichte Stefanowski in 3000 Metern Höhe eine Höchstgeschwindigkeit von nur 240 km/h. Am 18. August 1937 wurde die K-12 während der Luftparade in Tuschino erstmals der Öffentlichkeit präsentiert. Die weiteren Arbeiten an der K-12 und deren größerem Nachfolger wurden 1938 nach Kalinins Verhaftung und Erschießung endgültig eingestellt.

## Technische Daten

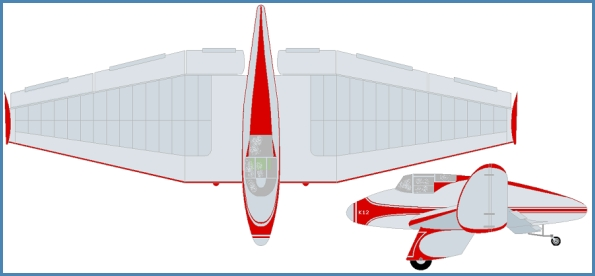
Versuchsgleiter K-12P

| Kenngröße             | Daten                                    |
| --------------------- | ---------------------------------------- |
| Besatzung             | 3 (Pilot/Navigator/Heckschütze)          |
| Länge                 | 10,3 m                                   |
| Spannweite            | 20,9 m                                   |
| Flügelfläche          | 72,7 m²                                  |
| Flügelstreckung       | 6,01                                     |
| Flächenbelastung      | 58,0 kg/PS                               |
| Leistungsbelastung    | 4,4 kg/PS                                |
| Leermasse             | 3070 kg                                  |
| Startmasse            | 4200 kg                                  |
| Antrieb               | zwei luftgekühlte Sternmotoren M-22      |
| Startleistung         | 480 PS (353 kW)                          |
| Höchstgeschwindigkeit | 211 km/h in Bodennähe 218 km/h in 3000 m |
| Gipfelhöhe            | 7170 m                                   |
| Reichweite            | 700 km                                   |